# Chicago White Sox
A Chicago White Sox egy Major League Baseball csapat. Székhelye Chicago, Illinois. A városnak, New Yorkhoz és Los Angeleshez hasonlóan, két profi baseball csapata van, a másik csapat a Chicago Cubs. Alapításának éve 1894. A White Sox az Amerika Liga Középső Divíziójának tagja. A divízión belüli riválisai: Cleveland Indians, Detroit Tigers, Kansas City Royals, Minnesota Twins. A White Sox otthona a Guaranteed Rate Field.
A Chicago White Sox háromszoros World Series bajnok. Az első siker 1906-ban, a második 1917-ben, a legutóbbi pedig 2005-ben született, ahol a Houston Astros csapatát győzték le négy mérkőzés alatt.
A csapat alapításának éve 1894, de hat évig nem Chicago, hanem Sioux City volt a csapat székhelye, így csak 1900-ban került a jelenlegi székhelyére.

## Fordítás
Ez a szócikk részben vagy egészben  a   Chicago White Sox című angol Wikipédia-szócikk fordításán alapul.  Az eredeti cikk szerkesztőit annak laptörténete sorolja fel. Ez a jelzés csupán a megfogalmazás eredetét és a szerzői jogokat jelzi, nem szolgál a cikkben szereplő információk forrásmegjelöléseként.